# محافظة هونغ اين
محافظة هونغ اين  ( بالفيتنامية : Hưng Yên ) هي إحدى محافظات فيتنام. وتقع في دلتا النهر الأحمر.